# Cal Català
|  | No s'ha de confondre amb Can Català o Ca Català. |

Cal Català (popularment Cas Català) és una localitat turística pertanyent al municipi mallorquí de Calvià. És la localitat del municipi més pròxima a Palma, davant l'hotel Maricel. Als seus carrers neix el Passeig Calvià, el qual uneix els diferents nuclis del municipi en un recorregut de 32 quilòmetres. El 2009 tenia 3.501 habitants.
És una urbanització gran i tranquil·la. Només hi ha un supermercat: les altres botigues estan a fora de la urbanització. Les festes de són a mitjan setembre i consisteixen en música, una fideuada i dues festes d'escuma: una d'infantil i una de juvenil.

## Història
Hom hi troba l'Hostal Cas Català (actualment Zhero Hotel), el qual compta amb la llicència d'obertura més antiga de l'ajuntament, la qual fou atorgada el segle xix. A començament del segle XX era el lloc més allunyat al qual hom podia arribar amb tramvia partint de Palma.
A començament dels anys 50 fou un lloc d'aixopluc de molts de personatges populars, tant del cinema com de la política. Entre ells destaquen els actors Tyrone Power, Rita Hayworth, Johnny Hallyday, Sylvie Vartan i Richard Nixon.
El setembre del 2011, un incendi forestal va obligar a desallotjar alguns veïns.